# Ludwig Schunk

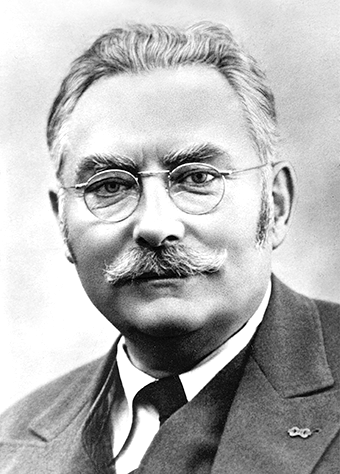
Ludwig Schunk

Ludwig Schunk (* 1. Mai 1884 in Frankfurt am Main; † 10. Mai 1947 in Heuchelheim bei Gießen) war ein deutscher Fabrikant und Mitbegründer der Firma Schunk und Ebe oHG.
Die Schunk und Ebe oHG wurde 1913 als Fabrik zur Herstellung von Kohlebürsten für Dynamos und Elektromotoren in Fulda, Hessen gegründet und siedelte 1918 nach Heuchelheim bei Gießen um. Bis heute hat sich das Unternehmen zu einem weltweit agierenden Technologiekonzern der Schunk Group weiterentwickelt.

## Leben
Die Vorfahren von Ludwig Schunk waren im mittelhessischen Raum fest verwurzelt und betrieben seit Mitte des 18. Jahrhunderts über mehrere Generationen hinweg eine Nagelschmiede in Büdingen. Noch sein Großvater übte dieses Handwerk aus. Der Vater Ludwig Schunks sah als jüngstes von drei Kindern wohl keine Möglichkeit, einst die elterliche Werkstatt übernehmen zu können, und siedelte nach Frankfurt am Main über, wo er unter anderem als Arbeiter in einer graphischen Kunstanstalt tätig war. Ludwig Schunk wuchs als jüngstes von zwei Kindern in bescheidenen Verhältnissen auf. Dennoch ermöglichte seine Familie ihm den achtjährigen Besuch einer Mittelschule, die er mit gutem Erfolg absolvierte.
Von 1898 bis 1901 machte Schunk eine kaufmännische Lehre in einem Importunternehmen der Ledermaschinenbranche mit Sitz in Frankfurt am Main und Boston, USA. Im Anschluss an seine Ausbildung war er noch bis zum 1. April 1903 in seiner Lehrfirma tätig. Weitere berufliche Erfahrungen sammelte er als Kontorist in der Einkaufsabteilung einer Anilin- und Anilinfarben-Fabrik in Offenbach am Main.
1905 entschloss sich Schunk, nach Frankreich zu gehen, um dort seine Sprach- und „Weltkenntnisse“ weiterzuentwickeln. Er beherrschte die zwei Weltsprachen Englisch und Französisch und konnte als Leiter der Auslandskorrespondenz in einem Unternehmen der Elektroindustrie bei Paris eine Anstellung finden.
Es folgte ein sechsjähriger Auslandsaufenthalt, bei dem Schunk die Herstellung von Kohlebürsten für elektrische Maschinen kennenlernte. Die Zukunftsaussichten dieser Branche veranlassten ihn, sich kurze Zeit nach seiner Rückkehr nach Deutschland selbstständig zu machen.
1913 gründete er im Alter von 29 Jahren zusammen mit dem Techniker und Maschinenbauer Karl Ebe, der ebenfalls bereits Erfahrungen in der Kohlenstoffbranche gesammelt hatte, die Kohlebürstenfabrik Schunk & Ebe oHG in Fulda. Karl Ebe starb bereits ein Jahr nach Firmengründung.
1918 verlagerte Schunk das in gemieteten Räumen betriebene Unternehmen von Fulda nach Heuchelheim bei Gießen, wo er die ehemalige Ausflugsgaststätte „Windhof“ erwerben konnte, die über ausreichend große Räumlichkeiten zur Aufstellung von Produktionsanlagen verfügte. Schon in diese frühe Zeit fielen die Gründung der ersten Vertretungen in verschiedenen deutschen Großstädten und die Etablierung des Exportgeschäfts.
Ludwig Schunk war – wie seine Nachfolger später – bestrebt, sein Unternehmen durch Diversifikation in verwandte Technologiebereiche zu erweitern und abzusichern. So erwarb er 1923 eine Kohlebürstenhalterfabrik und integrierte sie in seinen Heuchelheimer Betrieb. 1932 wurde die Produktion von Sinterlagern aufgenommen. Das Kohlenstoffprogramm war zuvor schon durch Produkte für mechanische Anwendungen erweitert worden. Mit steigendem Wertverlust der Reichsmark und damit einhergehenden starken inflationären Tendenzen suchte Schunk neue Absatzgebiete in den Auslandsmärkten, aus denen wertbeständige Devisen flossen. Durch die Forcierung des Exportgeschäfts gelang es ihm, Substanzverluste seines Unternehmens zu vermeiden.
Seiner sozialen Einstellung entsprechend hatte Schunk bereits 1940 die Initiative zur Gründung einer Unterstützungseinrichtung ergriffen, deren satzungsmäßige Ziele die freiwillige einmalige oder laufende Unterstützung von Mitarbeitern, ehemaligen Mitarbeitern bzw. deren Angehörigen bei Hilfsbedürftigkeit, Invalidität oder im Alter waren. Die Unterstützungseinrichtung sollte Altersrenten, Witwen- und Waisenrenten oder Sterbegelder gewähren.
Ludwig Schunk hatte keine Kinder. Seine Frau, die beim Aufbau des Unternehmens mitgewirkt hatte, war früh verstorben. Die Erben seines verstorbenen Teilhabers waren von ihm abgefunden worden, so dass er Alleininhaber des Firmenvermögens war. Er verfügte schon 1938 testamentarisch, dass dieses Firmenvermögen in den Dienst der Mitarbeiter gestellt werden sollte. Er präzisierte dies in einem ergänzenden Testament 1942 und setzte gleichzeitig die von ihm gegründete Unterstützungseinrichtung als Erben ein. Vorbild für Schunk war – seinen eigenen Angaben zufolge – die von Ernst Abbe gegründete Carl-Zeiss-Stiftung in Jena.
In der Zeit zwischen 1936 und 1945 bekleidete Schunk diverse öffentliche Ämter. Unter anderem leitete er seit Dezember 1936 die „Fachgruppe Kohlen und Bürsten“, eine von 24 Abteilungen der Wirtschaftsgruppe Elektroindustrie. Nach 1945 wurde Schunk von der amerikanischen Militärbehörde der Zutritt zum Firmengelände verwehrt und das Unternehmen unter treuhänderische Leitung gestellt. Im daraufhin angestrengten Verfahren wurde er jedoch rehabilitiert.
1947 starb Ludwig Schunk, der von Jugend an eine labile Gesundheit hatte, im Alter von 63 Jahren infolge von Herzversagen. Wie von ihm verfügt, wurde die Unterstützungseinrichtung nach seinem Tod Erbe des Firmenvermögens der Firma Schunk & Ebe.
Nach dem Ableben Schunks wurde die Firma Schunk & Ebe GmbH gegründet, deren Anteile nach dem Willen des Erblassers nun von der Unterstützungseinrichtung gehalten wurden. Als nunmehriger Kapitaleigner nannte sie sich Ludwig-Schunk-Gedächtnisverein e.V. und seit 1989 Ludwig-Schunk-Stiftung.